# Dezső Fábián
Dezső Fábián (né le 17 décembre 1918 à Budapest et mort le 6 octobre 1973 dans la même ville) est un joueur de water-polo hongrois, champion olympique en 1952 à Helsinki.